# Nystan
| Nystan |
| --- |
| Stort och hårt tvinnat garnnystan. - Betydelse – boll av garn eller snöre - Bakgrund – i skrift sedan yngre nysvensk tid - Relaterade begrepp – garnnystan, lackröda nystanet, nysta (upp) |

Nystan är garn eller snöre format till en boll. Ordet används i sammansättningar som garnnystan och uttryck som "det lackröda nystanet" (för bandyboll). I det senare fallet syftar uttrycket på att en bandyboll tidigare konstruerades med hårt tvinnade trådar ytterst.

## Etymologi
Ordet nystan finns i svensk skrift sedan yngre fornsvensk alternativt fornsvensk tid, då som nysta. Formen nystan finns noterad sedan 1777. Regionalt och historiskt har även stavningarna nyste (sedan 1563) och nyston (sedan 1790) använts.

## Ordformer
Nysta används numera för det senare bildade verbet nysta, 'att samla eller linda garn/rep/tråd till ett nystan'. Man nystar av eller nystar upp ett garn, när man drar garnet från respektive till nystanet. Vid 
Att nysta upp något kan även användas överfört, i betydelsen att klargöra och reda ut ett mystiskt skeende.
Det finns ett antal sammansättningar med nystan. Exempel inkluderar nystvinda (kan användas när man lindar garn till ett nystan), bomullsnystan, garnnystan, guldnystan, hålnystan och silkesnystan. Formen på ett nystan har även nyttjats till andra sammanhang, inklusive hos botanikens blomnystan (blomställning med gyttrade knippen).
Inom äldre medicin talades ibland om ett hysteriskt nystan (läkarlatin: globus hystericus), vilket syftade på ett kramptillstånd där patienten upplever känslan av ett klotrunt föremål som rör sig i matstrupen.